# Mianserină
Mianserina (cu denumirea comercială Tolvon, printre altele) este un medicament antidepresiv atipic (și tetraciclic), fiind utilizat în tratamentul depresiei majore. Calea de administrare disponibilă este cea orală.